# トーマス・エディ・ヒル
トーマス・エディ・ヒル（Thomas Edie Hill、1832年-1915年）はアメリカの著作家。
一般向けのマニュアル本やガイドブック、百科事典などを執筆した。

## 生涯
バーモント州ベニントンに生まれ、最初は教師となりカリグラフィ（習字）やビジネス書式の教室を開く。のちイリノイ州グレンエリンの村長を務める。この村の名称はヒルの2番目の妻、エレン・ウィットコムによって名付けられた「グレンエリン湖」から1889年に採られたものである。
彼の著書『HILLの社交及びビジネスフォーム』(Hill's Manual of Social and Business Forms)は彼の著作の中でも重要な成果物であり、1880年から1906年にかけて複数の版が出版され、礼儀作法、書体、書簡形式などのテーマを扱っている。日本では東京都で通訳を務めた坂部録三が1884年（明治17年）に『西洋礼式』として、同書のうち主に礼儀作法の部を抽出して邦訳している。この中には現代でもしばしば人口に膾炙される「見知らぬ人と話をするときは政治宗教の話題は避けろ」の原点と思われる表現があることが国立国会図書館レファレンスによって発掘されている。